# Ruine Hofen
Die Ruine Hofen ist die Ruine einer Spornburg auf einem 670 m ü. NN hohen, steilen, ins Schlattstaller Tal abfallenden Felsen östlich der Gemeinde Grabenstetten im Landkreis Reutlingen in Baden-Württemberg.

## Geschichte
Die Burg wurde im 13. Jahrhundert, sicher vor 1323 erbaut. 1275 sind die Schwenzlins erstmalig beurkundet. In diesem Jahr nannten sich die Familie erstmals nach ihrer Burg Hofen Schwenzlin von Hofen, sie diente ihnen als Stammsitz. Die Burg wurde zerstört und ist nach 1478 verfallen. 1535 wurde die Burg noch einmal im Zusammenhang mit einer Alexanderkapelle erwähnt und 1553 als Ruine genannt. Im Jahr 1595 wurde der Forstknecht damit beauftragt sie abzubrechen.
Von der Burganlage wurde das Tor restauriert, neben dem vermutlich der Bergfried stand. Reste der Umfassungsmauern, von zwei Halsgräben und zugehörigen Wällen zur Absicherung der Spornburg gegen die Hochfläche sind noch zu sehen.